# Forenza

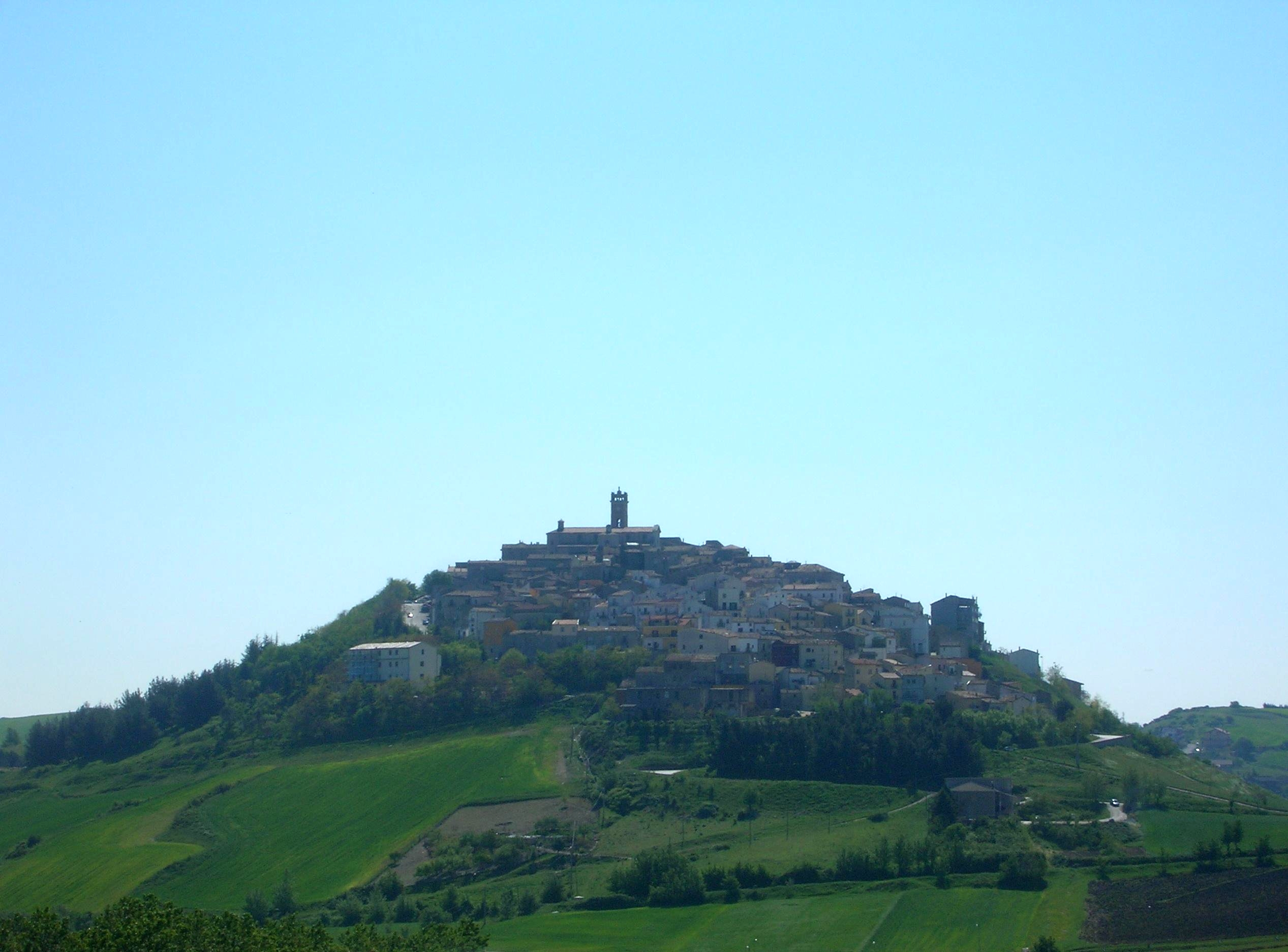
Forenza

Forenza ist eine italienische Gemeinde (comune) mit 1795 Einwohnern (Stand 31. Dezember 2023) in der Provinz Potenza in der Basilikata. Die Gemeinde liegt etwa 25 Kilometer nordnordöstlich von Potenza und gehört zur Comunità Montana Alto Bradano.

## Geschichte
Forenza wurde auf den Ruinen der samnitischen Stadt Forentum gegründet. 317 vor Christus besetzten die Römer die Stadt. Mitte des 6. Jahrhunderts wurde die antike Stadt zerstört.

## Persönlichkeiten
- Hugo von Payns (um 1070–1136), Gründer des Tempelritterordens, hat in Forenza studiert